# Lefkákia
Lefkákia (Lefkakia) är en ort i Grekland.   Den ligger i prefekturen Nomós Argolídos och regionen Peloponnesos, i den södra delen av landet, 90 km sydväst om huvudstaden Aten. Lefkákia ligger 57 meter över havet och antalet invånare är 934.
Terrängen runt Lefkákia är varierad. Havet är nära Lefkákia åt sydväst. Runt Lefkákia är det ganska glesbefolkat, med 34 invånare per kvadratkilometer. Närmaste större samhälle är Nafplion, 5,0 km väster om Lefkákia. 